# Roches-Bettaincourt
Roches-Bettaincourt ist eine französische Gemeinde mit 527 Einwohnern (Stand 1. Januar 2022) im Département Haute-Marne in der Region Grand Est. Sie gehört zum Arrondissement Saint-Dizier und zum Kanton Bologne.

## Geographie
Roches-Bettaincourt liegt etwa 23 Kilometer nordnordöstlich von Chaumont am Rognon. Umgeben wird Roches-Bettaincourt von den Nachbargemeinden Doulaincourt-Saucourt im Norden und Westen, Épizon im Norden und Nordosten, Busson im Nordosten, Reynel im Osten, Montot-sur-Rognon im Osten und Südosten, Signéville im Südosten, Andelot-Blancheville im Süden und Südosten sowie Viéville und Vouécourt im Südwesten.

## Geschichte und Bevölkerungsentwicklung
Eine mögliche erste urkundliche Erwähnung findet sich im Verzeichnis "Nouvelle Histoire de l´abbaye royale...de Tournus", das die Datenbank "Regnum Francorum online" als Quelle angibt (Tournus no. 011 für das Jahr 870). Dieses Verzeichnis wurde allerdings erst 1733 publiziert. Weitere Forschungen sind bis heute nicht bekannt. 
| Jahr                       | 1962 | 1968 | 1975 | 1982 | 1990 | 1999 | 2006 | 2019 |
| -------------------------- | ---- | ---- | ---- | ---- | ---- | ---- | ---- | ---- |
| Einwohner                  | 449  | 421  | 694  | 750  | 636  | 598  | 618  | 553  |
| Quellen: Cassini und INSEE |      |      |      |      |      |      |      |      |

## Sehenswürdigkeiten
- beide Kirchen namens Notre-Dame-en-sa-Nativité in Roches und Bettaincourt
- Schloss Roches-sur-Rognon aus dem 17. Jahrhundert
- alte Schmiede

## Persönlichkeiten
- Claude François Jouffroy d’Abbans (1751–1832), Ingenieur und Offizier
- Marcel Thil (1904–1968), Boxer